# Kell am See
Kell am See település Németországban, Rajna-vidék-Pfalz tartományban. Lakosainak száma 2031 fő (2023. december 31.).

## Népesség
A település népességének változása:
| Lakosok száma | 1692 | 1868 | 1891 | 1925 | 1907 | 2007 | 2018 | 2031 |
|               | 1975 | 1997 | 2005 | 2017 | 2019 | 2021 | 2022 | 2023 |